# Кудряшов, Владимир Владимирович (артист)
Владимир Владимирович Кудряшов (28 июня 1923 — 4 августа 2023) — советский артист театра, танцовщик, солист труппы Большого театра (1941—1963).

## Биография
Родился 28 июня 1923 года.
В 1941 году окончил Хореографическое училище при Большом театре (ныне — Московская государственная академия хореографии), после чего Кудряшов был принят в балетную труппу. Выступал на сцене ГАБТ с 1940 года по 1960-е года, позднее работал в обществе «Динамо».
4 августа 2023 года ушёл из жизни на 101-м году. Церемония прощания состоялось 8 августа. Отпевание происходило в 10:00 по московскому времени в Храме святых апостолов Петра и Павла в Лефортово.

## Творчество и факты
- В репертуаре Кудряшова — более 30 партий.
- Танцевал профессионально испанский, русский, венгерский танцы, мазурку, краковяк, басков в «Пламени Парижа», тарантеллу в «Мирандолине», чардаш в «Коппелии».
- Среди картин с его участием — «Иван Грозный» Сергея Эйзенштейна, где он был занят в Пляске опричников, экранизация балета Леонида Лавровского «Ромео и Джульетта», где артист исполнял партию Бенволио, «Хрустальный башмачок» (экранизация Александра Роу балета «Золушка» в постановке Ростислава Захарова), Кудряшов исполнял в этом фильме-балете Андалузский танец. Также в его кинокарьере танец в сцене «Праздник у Черных скал» в фильме «Человек-амфибия».

## Фильмография
- 1954 — Ромео и Джульетта (фильм-спектакль), (роль: Бенволио)
- 1960 — Хрустальный башмачок (роль: андалузец) — одна из главных ролей
- 1961 — Человек-амфибия (роль: исполнитель танца на празднике «Чёрных скал»)

## Издательства
- Валерий Ильич Зарубин. Большой театр: первые постановки балетов на русской сцене, 1825-1997. — Эллис Лак, 1998. — 470 с. — ISBN 978-5-88889-041-7.